# Strada statale 40 di Resia
La strada statale 40 di Resia (SS 40) è una strada statale che mette in comunicazione la Val Venosta con l'Austria.

## Storia
La SS 40 venne istituita nel 1928 con il seguente percorso: "Spondigna - Sluderno - Confine austriaco al passo di Resia."
In seguito al decreto legislativo 2 settembre 1997, n° 320, dal 1º luglio 1998, la gestione delle strade statali nei tratti in Trentino-Alto Adige è passata dall'ANAS alla provincia autonoma di Bolzano mantenendo la classificazione e la sigla di statale (SS).

## Percorso
Ha origine presso la frazione di Spondigna di Sluderno, dove si dirama dalla strada statale 38 dello Stelvio, e termina al confine austriaco del passo Resia.
La strada attraversa gli abitati di Malles e Curon Venosta, e segue sostanzialmente il corso dell'Adige.